# 서산 정씨
서산 정씨(瑞山鄭氏)는 충청남도 서산시를 관향으로 하는 한국의 성씨이다.

## 역사
원조 정신보(鄭臣保)는 송나라에서 상서형부원외랑(尙書刑部員外郞)에 올랐다가 1237년에 고려로 건너와 서산(瑞山)에 정착했다.
시조 정인경(鄭仁卿)은 정신보의 아들로 1254년(고종 41)에 문과에 급제하고 1299년(충렬왕 25)에 판삼사사(判三司事)가 되어 정조사(正朝使)로 원나라에 다녀오기도 하였다. 그 후 추성정책안사공신(推誠定策安社功臣) 벽상삼중대광광정대부(壁上三重大匡匡靖大夫) 도검의중찬(都僉議中贊) 상장군(上將軍) 판전이사사(判典理司事)가 되었고 서산군(瑞山君)에 봉해졌다. 또한 원나라 황제로부터 무덕장군정동성이문관(武德將軍征東省理問官)에 임명되기도 하였다.

## 인물
- 정인홍(鄭仁弘, 1535년 ∼ 1623년) : 조선 중기의 학자·의병장·정치가이다.
- 정기호(鄭璣浩, 1942년 ~ ) : 대한민국의 정치인이다. 제14대 국회의원을 지냈다.

## 과거 급제자
서산 정씨는 조선시대 문과 급제자 5명, 무과 급제자 4명을 배출하였다.
문과
정결(鄭潔) 정성량(鄭成良) 정인함(鄭仁涵) 정희(鄭僖) 정희렴(鄭希廉)
무과
정구서(鄭龜瑞) 정석정(鄭錫禎) 정인서(鄭麟瑞) 정제룡(鄭霽龍)
생원시
정결(鄭潔) 정기(鄭沂) 정림(鄭琳) 정인홍(鄭仁弘) 정인흡(鄭仁洽)
정지교(鄭之僑) 정함(鄭涵) 정희렴(鄭希廉) 정희립(鄭希立) 정희익(鄭希益)
진사시
정경징(鄭景徵) 정동오(鄭東五) 정복진(鄭復振) 정승렬(鄭昇烈) 정연(鄭埏)
정옥(鄭沃) 정옹(鄭滃) 정완(鄭琬) 정인준(鄭仁濬) 정인함(鄭仁涵)
정제(鄭濟) 정척(鄭滌)